# 弗洛里迪亚纳别墅

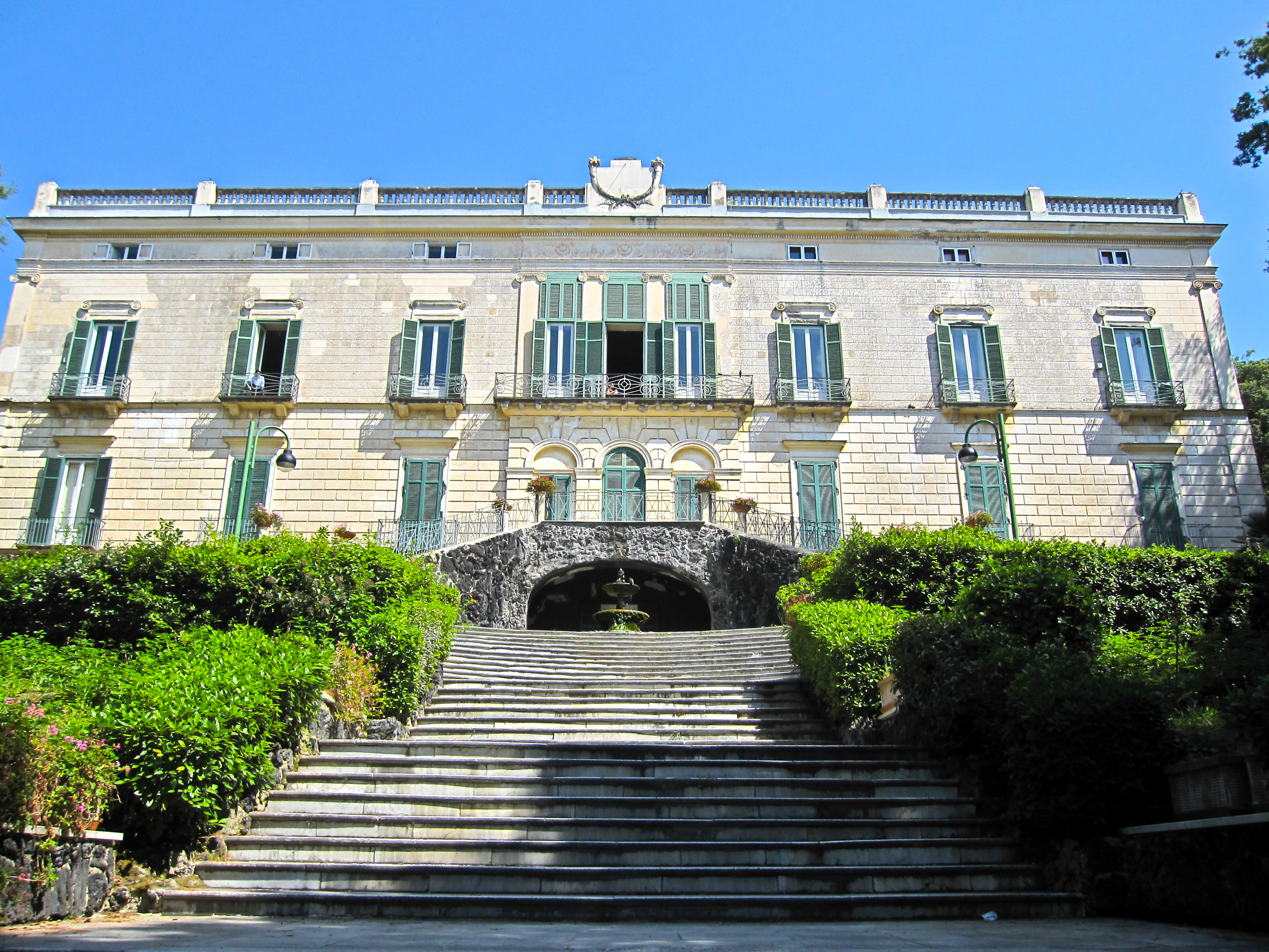
弗洛里迪亚纳别墅

弗洛里迪亚纳别墅（Villa Floridiana）是一个大型公园，位于意大利南部那不勒斯沃梅罗区，俯瞰那不勒斯的西部郊区基艾亚（Chiaia）和梅尔杰利纳（Mergellina）。 

## 历史
弗洛里迪亚纳别墅的历史可追溯到1816年。那时两西西里王国国王，波旁王朝的费迪南多一世获得了这块产业。
1817年至1819年，建筑师安东尼尼可里尼（Antonio Niccolini）建成这座新古典主义建筑及其周围的花园。植物园主管弗里德里希（Friedrich Dehnhardt）在花园种植橡树，松树，棕榈树，柏树和大量花卉。
国王捐赠将此产业赠给他贵庶通婚的妻子佛罗里迪亚女公爵露琪娅·米利亚奇奥作为度假别墅，该别墅因而得名。该别墅目前设有玛蒂纳公爵国家陶瓷博物馆。